# Pachadjikovo
pachadjikovo (en macédonien Пашаџиково) est un village de l'est de la Macédoine du Nord, situé dans la municipalité de Kotchani. Le village ne comptait aucun habitant en 2002.